# NGC 360
NGC 360 (również PGC 3743) – galaktyka spiralna (Sbc), znajdująca się w gwiazdozbiorze Tukana. Odkrył ją John Herschel 2 listopada 1834 roku.